# Eugène Janvier de La Motte (1823-1884)
Pour les articles homonymes, voir Janvier (homonymie) et La Motte.
Eugène Janvier de La Motte, né le 27 mars 1823 à Angers et mort le 27 février 1884 à Paris, est un haut fonctionnaire et homme politique français.

## Biographie

### Carrière préfectorale
Fils d'Eugène Janvier, député de Tarn-et-Garonne, Janvier fils étudia le droit et entra dès le 4 janvier 1847 dans l'administration comme sous-préfet de l'arrondissement de Dinan. Révoqué avec la chute de la monarchie de Juillet (révolution de Février 1848), il reprend vite son poste (juillet 1848).
Passé à la sous-préfecture de l'arrondissement de Verdun, il y reste peu de temps, puisqu’il est nommé au début de 1850 à Dieppe. Appelé à la sous-préfecture de d'arrondissement de Saint-Étienne trois mois à peine après le coup d'État du 2 décembre 1851, il attire les louanges de la part de son nouveau préfet. Il ne passe qu’un an dans cette ville « politiquement difficile », mais il a suffisamment de temps pour démontrer « ses capacités administratives réelles, sa finesse politique et sa générosité personnelle ». Sa promotion ne se fait pas attendre et, le 2 juillet 1853, à l’âge de 29 ans, il est nommé à la préfecture de la Lozère. Après trois ans d’administration et d’aventures amoureuses[réf. à confirmer] dans ce département tranquille, il est envoyé le 16 juillet 1856, dans le département de l'Eure, département de grands propriétaires orléanistes (Passy, Broglie, Hébert, Salvandy, Dupont de l'Eure).

Considéré comme l'archétype du préfet bonapartiste, il utilisa tous les moyens en son pouvoir pour attacher les populations rurales de l'Eure au Second Empire. À Évreux, il acquit, par ses procédés administratifs, « une célébrité presque légendaire ». D'une rondeur familière qui n'avait d'égale que son excessive prodigalité, il exerça sur une grande partie de la population une influence d'autant plus considérable qu'il paraissait moins s'en soucier. Les pompiers de l'Eure lui durent leur organisation en même temps que cette révélation, au cours d'un banquet : 

« L'empereur est le père des pompiers, de tous les pompiers ! »

 Il les réunit aussi dans de fréquentes agapes où furent toujours bruyamment portées les santés impériales et préfectorales et où son esprit d'à-propos, sa mémoire des noms le servaient admirablement.
Il présida en 1857 la Société libre d'agriculture, sciences, arts et belles-lettres de l'Eure.
Signalé par son zèle en matière électorale, il distribuait les subventions sans compter, donnait des fêtes, faisait largesse des ressources du département : en 1867, on constatait à la préfecture de l'Eure un passif de 700 000 francs, créé en moins de sept ans. En dépit de sa popularité, cette liquidation ne laissa pas que de compromettre assez gravement sa situation.

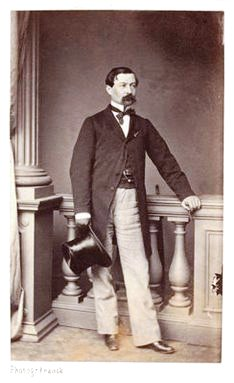
Eugène Janvier de La Motte (1823-1884) préfet.

Ce ne fut pourtant que l'année suivante, à la suite d'une altercation dans une maison tierce avec un avoué, membre du conseil général, Alaboisette, altercation qu'il termina par un soufflet, que le préfet de l'Eure fut mis en disponibilité, après avoir été condamné à 3 000 francs d’amende envers l'insulté.
Élu conseiller général de l'Eure, en 1868, il annonça, en 1869, l'intention de poser, dans son département, sa candidature au Corps législatif : le gouvernement en prit ombrage, et Forcade de La Roquette, alors ministre de l'Intérieur, lui fit offrir la préfecture du Gard, qu'il accepta. Quelques mois après, il l'échangea contre celle du Morbihan. Le ministère du 2 janvier 1870 l'ayant remis en disponibilité (1er février), il revint à Paris et fut, avec son ami le duc d'Albufera, un des membres les plus actifs du comité plébiscitaire de la capitale.

### Affaire Janvier de La Motte

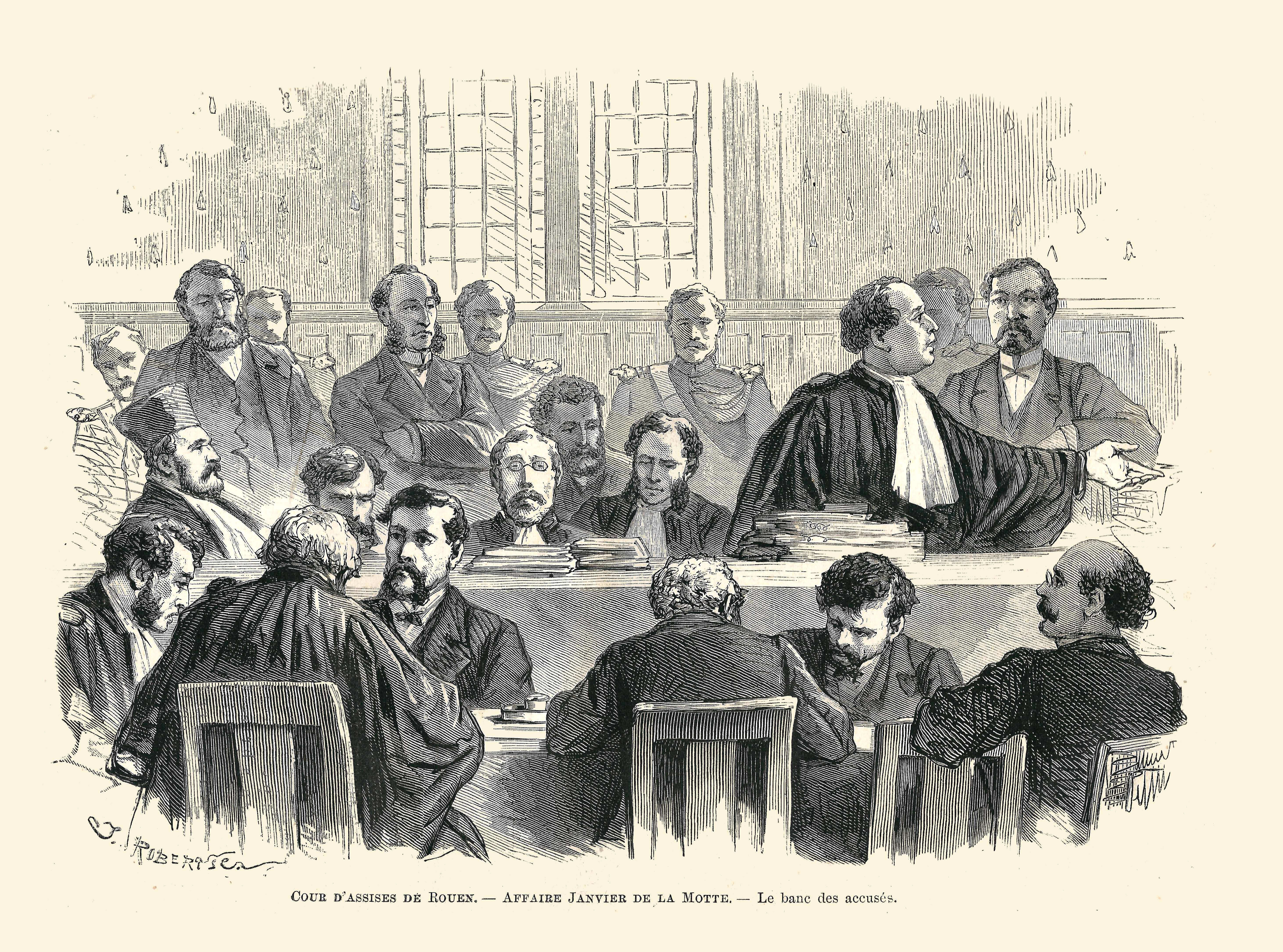
Affaire Janvier de La Motte devant la cour d'assises de Rouen en janvier 1872 : le banc des accusés.

Pendant la guerre de 1870, il se retira en Suisse. Cependant le nouveau gouvernement de la IIIe République s'occupait assez activement de sa personne et de ses actes comme administrateur du département de l’Eure, et Adolphe Thiers fit bientôt lancer contre lui un mandat d'arrêt, sous l'inculpation de faux en écritures publiques, de détournement de fonds et de concussion. Arrêté à Genève en 1871, il fut extradé et conduit par les autorités françaises à la prison de Rouen.
Le 1er janvier 1872, il comparut devant la cour d'assises de la Seine-Inférieure. Le témoignage de Pouyer-Quertier, alors ministre des Finances, cité comme témoin à décharge, et qui déclara légitime le système des « virements de fonds », fit acquitter l'accusé, mais les théories de Pouyer-Quertier provoquèrent à l'Assemblée nationale et au conseil général de l'Eure de telles protestations que le ministre des Finances dut démissionner.
La cour des comptes, juge en dernier ressort des actes de comptabilité des agents du gouvernement, condamna, par arrêt des 18 et 20 février 1873, Janvier de la Motte à restituer à l'État la somme de 110 832 francs dont il n'avait pu justifier l'emploi.

### Chambre des députés (Troisième République)
En 1874, Janvier fonda, à Angers, un journal bonapartiste puis, ayant repris dans l'Eure la direction de son parti resté fidèle, il se présenta, sous les auspices du « Comité national conservateur », aux élections législatives du 20 février 1876 : il fut élu député de l'arrondissement de Bernay.
Dans sa profession de foi, il rappelait les bienfaits de son administration, et déclarait se rallier au septennat, tout en réservant ses préférences impérialistes. Il siégea au groupe de l'Appel au peuple, vota avec la droite de la Chambre, et, après la crise du 16 mai 1877, s'abstint lors du vote de défiance infligé au cabinet de Broglie III.
Il se représenta, le 14 octobre, dans la même circonscription et fut réélu par 9 773 voix (15 973 votants, 19 927 inscrits), contre Loisel et Simon. En même temps il avait soutenu, mais avec moins de succès, dans la 2e circonscription d'Évreux, la candidature de son second fils, Ambroise Janvier de La Motte, qui échoua avec 4 039 voix.
Il suivit la même ligne politique que précédemment, opina, avec les conservateurs impérialistes, contre le ministère Dufaure V, contre les divers cabinets de gauche qui se succédèrent au pouvoir, contre l'amnistie, etc., fut réélu, le 21 août 1881, par 10 240 voix (15 433 votants sur 19 160 inscrits), contre 5 035 à Albert Parissot, interpella le gouvernement (11 avril 1886) sur ses intentions en Tunisie, se prononça contre les actes des ministères Gambetta et Ferry II, et continua de défrayer la chronique parlementaire par l'imprévu et l'insouciance de ses allures. Il mourut au cours de la session.
Membre du conseil général de l'Eure, décoré de la Légion d'honneur en 1852, il était, depuis le 26 décembre 1861, officier de la Légion d'honneur.

## Distinctions
- Officier de la Légion d'honneur (1861).

## Ascendance & postérité
- Eugène Janvier (1800-1852), marié avec Émilie Adèle Monden-Gennevraye (1803-1888)
  - Eugène Janvier de La Motte, marié le 8 septembre 1848 à Angers avec Marie Louise Gabrielle, fille d'Édouard François Loré, conseiller à la cour d'appel d'Angers, dont il eut :
    - Louis Eugène Janvier de La Motte (Verdun, 23 août 1849 - Paris, 1er janvier 1894), député de Maine-et-Loire, marié le 5 mai 1877 (divorcés le 2 décembre 1887) avec Marie Jeanne (1855-1904), fille de Robert Henry Herbert (1791-1862), 12e comte de Pembroke ;
    - Édouard Ambroise Henri Janvier de La Motte (Angers, 2 octobre 1852 - Paris IXe, 24 mai 1905), avocat et dramaturge, chevalier de la Légion d'honneur (11 août 1900)[9] ;
    - Suzanne Charlotte Marianne Madeleine (Versailles, 1er août 1855 - Paris, 19 mars 1899), mariée le 5 février 1873 à Paris avec Frédéric Guéau de Reverseaux de Rouvray (1845-1916), marquis de Reverseaux, ambassadeur de France en Autriche, dont postérité, puis avec Henri Bacot (1851-1912), petit-fils du baron Antoine-Gabriel Christin.

Il se remaria, le 4 octobre 1866 à Nantes, avec Octavie (1831-1902), fille de Jean-Baptiste Étienne (1795-1866), raffineur de sucre, juge, et veuve de Louis Octave Say (1820-1857). Mariage sans postérité.

## Pour approfondir